# World Naked Bike Ride
World Naked Bike Ride (WNBR) är en manifestation som hålls på flera orter i världen, för användande av miljövänliga färdsätt som drivs direkt av människan, som en protest mot massbilism, miljöförstöring och oljeberoendet. 
Conrad Schmidt tog initiativet till manifestationen år 2003 och den första upplagan hölls i juni 2004. De flesta deltagarna tar, som namnet antyder, cykeln, men även skateboard, rollerblades och traditionella rullskridskor används. Många av deltagarna är nakna, vilket de uppmuntrats till, och manifestationens "klädkod"-motto är Bare as You Dare, men nakenhet är frivilligt. 

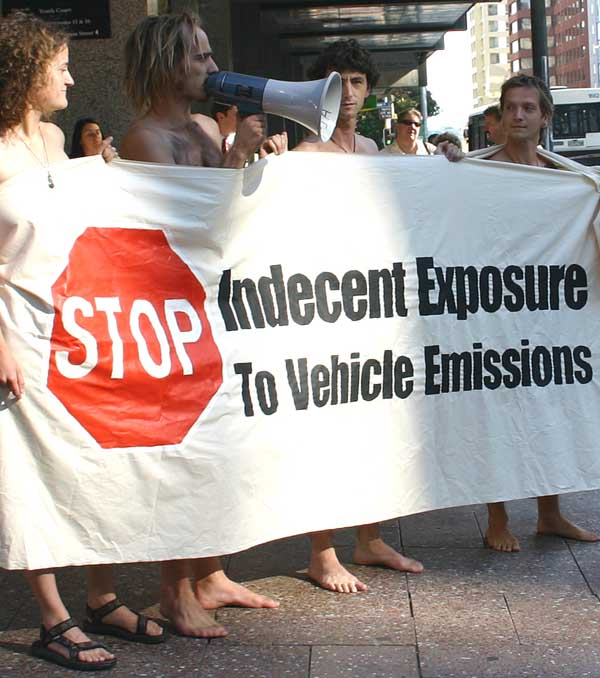
Protester utanför en domstolsbyggnad mot att Simon Oosterman (andra till höger) arresterats för att ha anordnat tävlingen i Auckland 2005.

Eftersom den offentliga nakenheten strider med lagarna i flera länder blir många deltagare stoppade av polisen. De som stoppas av polisen uppmuntras att ta till humor, inte våld. World Naked Bike Ride hålls på norra halvklotet i juni och på södra halvklotet i februari-mars varje år.

### Fotnoter
1. ↑  Lasse Mannheimer (11 juni 2012). ”Nakna cyklister intog gatorna”. Dagens nyheter. http://www.dn.se/ekonomi/nakna-cyklister-intog-gatorna/. Läst 23 september 2016.
2. ↑  Artists for Peace/Artists Against War, en ideell grupp Vancouver populariserade mottot "Bare as you Dare" och "Naked Bicycle people power" under sina nakencykelturer 2003 som kom att bli modell för WNBR.